# 조시 찰스
조시 찰스(Josh Charles, 1971년 9월 15일 ~ )는 미국의 배우이다. CBS 드라마 《굿 와이프》(2009-16) 출연을 통해 프라임타임 에미상, 골든 글로브상, 새틀라이트상, 크리틱스 초이스 텔레비전상 후보에 올랐다.

## 출연 작품

### 영화
- 죽은 시인의 사회 (1989)
- 돈 텔 맘 (1991)
- 애프터 라이프 (2009)
- 위스키 탱고 폭스트롯 (2016)
- 노만: 어느 뉴요커의 신분상승과 몰락 (2016)
- 마더스 (2024) - 데이미언 역

### 텔레비전
- 스포츠 나이트 (1998-2000)
- 굿 와이프 (2009-16)